# نيكولا براون
نيكولا براون (14 سبتمبر 1983 - ) (بالإنجليزية: Nicola Browne) هي لاعبة كريكت نيوزلندية.

## وصلات خارجية
- نيكولا براون على موقع إي آس بي آن كريك إنفو (الإنجليزية)